# Либен, Адольф
Адольф Либен (нем. Adolf Lieben; 3 декабря 1836, Вена — 6 июня 1914, Вена) — австрийский химик.

## Биография
Адольф Либен происходил из известной еврейской семьи. Его отец Игнац Либен (1805—1862) — купец и банкир, мать — Элиза Левингер (1807—1867). Имя отца Адольфа носит Премия Либена, так называемая «австрийская Нобелевская премия». Племянник Адольфа Либена — физик Роберт фон Либен.
Адольф учился в Венском и Гейдельбергском университетах, с отличием защитил докторскую диссертацию у Роберта Вильгельма Бунзена. Адольф Либен преподавал в Венском, Палермском, Туринском и Пражском университетах, являлся членом многих академий наук, удостоился орденов Франца Иосифа и Почётного легиона. В 1887 году женился на баронессе Матильде фон Шей, их сын Генрих Либен (1894—1945) погиб в концентрационном лагере Бухенвальд. 
Похоронен на Дёблингском кладбище.
Адольф Либен являлся одним из пионеров-исследователей в области органической химии, применявшим прежде всего синтетические методы. Он открыл названную в его честь иодоформную реакцию и основал в Австрии направление органической химии, базирующееся на теории атомных связей. Либен изучал состав и синтез алкоголей, альдегидов, кислот и углеводородов, а также конденсацией альдегидов в альдоли. Вместе с химиком Людвигом Барт цу Бартенау основал журнал Monatshefte für Chemie.
Самым известным учеником Либена является Карл Ауэр фон Вельсбах.